# Jaguar Transport Holdings
Die Jaguar Transport Holdings ist eine Dachgesellschaft, die Beteiligungen an verschiedenen US-amerikanischen Eisenbahnunternehmen hält. Das Kapital der 2018 gegründeten Firma wird überwiegend durch den OPSEU Pension Plan Trust (OPTrust), den größten Pensionsfonds Ontarios, gestellt.

## Geschichte
Terrence Towner und sein Sohn Stu Towner, die zuvor beide u. a. für Watco Companies tätig waren, gründeten Anfang 2018 die Jaguar Transport Holdings als Beteiligungsgesellschaft für Unternehmen der Schienenverkehrsbranche. Seit 2020 investiert der Pensionsfonds OPTrust in das Unternehmen.
Zu den Beteiligungen zählen neben mehreren Bahngesellschaften vier weitere Logistikunternehmen, die Anlagen für den Güterumschlag zwischen Schiene und Straße in Houston, Marion, El Reno und West Memphis betreiben.

## Bahngesellschaften
Die Anteile folgender Unternehmen sind in der Hand der Jaguar Transport Holdings (JTH) oder deren Tochtergesellschaft Jaguar Rail Holdings LLC (JRH):
| Bahngesellschaft                         | Eigentümer | Übernahme      | Bemerkung                                                    |
| ---------------------------------------- | ---------- | -------------- | ------------------------------------------------------------ |
| Charlotte Western Railroad (CWRR)        | JRH        | Mai 2022       |                                                              |
| Cimarron Valley Railroad (CVRR)          | JRH        | November 2020  |                                                              |
| Kansas City West Bottoms Railroad (KCWB) | JRH        | März 2025      |                                                              |
| Kinston Railroad (KNR)                   | JRH        | August 2022    |                                                              |
| Missouri Eastern Railroad (MER)          | JRH        | März 2022      |                                                              |
| Southwestern Railroad (SWRR)             | JRH        | November 2020  |                                                              |
| Texas & Eastern Railroad (TERR)          | JRH        | November 2020  | d/b/a Lonestar and Eastern Railroad und Texas State Railroad |
| Washington Eastern Railroad (WERR)       | JRH        | November 2020  |                                                              |
| Waterloo Railroad (WTRL)                 | JRH        | September 2024 |                                                              |
| West Memphis Base Railroad (WMBR)        | JTH        | 2018           |                                                              |
| Wyoming and Colorado Railroad (WYCO)     | JRH        | November 2020  | d/b/a Oregon Eastern Railroad                                |